# Бобылев, Фёдор Нилович
Фёдор Нилович (Бобылёв) Бобылев (1842 — 13 августа 1919, Петроград) — русский военный деятель, генерал от кавалерии (1906).

## Биография
Сын георгиевского кавалера, подполковника Н. Ф. Бобылева; племянник генерал-лейтенанта А. Ф. Бобылева и генерал-майора К. Ф. Бобылёва.
В службу вступил в 1860 году после окончании Школы гвардейских подпрапорщиков и кавалерийских юнкеров произведён в корнеты гвардии. С 1863 года участник Польской компании. В 1865 году произведён в поручики гвардии, в 1867 году в штаб-ротмистры гвардии.
В 1872 году произведён в ротмистры гвардии, командовал эскадроном и дивизионом. С 1877 года участник Русско-турецкой войны, за храбрость в этой компании был награждён орденами Святого Владимира IV степени с мечами и бантом, Святой Анны II степени с мечами и Золотой георгиевской саблей «За храбрость».
В 1878 году произведён в полковники. С 1883 года командир Волынского 17-го драгунского полка. С 1886 по 1888 годы в запасе. С 1889 года командир Рижского 31-го драгунского полка.
В 1894 году произведён в генерал-майоры с назначением командиром 1-й бригады 14-й кавалерийской дивизии. В 1900 году произведён в генерал-лейтенанты, начальник 14-й кавалерийской дивизии. В 1906 году произведён в генералы от кавалерии с увольнением в отставку.